# Max von Bahrfeldt (Regierungspräsident)
Max Karl Rudolf von Bahrfeldt Jr., bis 1913 Max Bahrfeld Jr. (* 20. August 1880 in Stade; † 8. Mai 1964 in Landau (Pfalz)) war ein deutscher Verwaltungsjurist und Politiker der Deutschen Volkspartei (DVP).

## Leben
Max von Bahrfeldts Eltern waren Max von Bahrfeldt, ein preußischer Offizier, als Generalleutnant 1913 nobilitiert, und dessen Frau Elisabeth Mary Charlotte (Ella) geb. Samwer (1859–1954). Der Numismatiker Emil Bahrfeldt war sein Onkel.
Nach der Reifeprüfung studierte Bahrfeldt Jura an den Universitäten Breslau, Berlin und Kiel. Er wurde in Breslau 1903 zum Dr. jur. promoviert, das Thema seiner Doktorarbeit lautete Der Verlust der Staatsangehörigkeit durch Neutralisation und durch Aufenthalt im Auslande nach geltendem deutschem und französischem Staatsrechte.
Nach bestandenem Staatsexamen und anschließender Referendarzeit in Eckernförde war er als Regierungsreferendar in Gumbinnen, Darkehmen und Heydekrug tätig. 1907 ging er als Regierungsassessor nach Schleswig und wurde im selben Jahr zum Bürgermeister und Badedirektor von Eckernförde ernannt. Von 1909 bis 1914 arbeitete er als Verwaltungschef auf Helgoland. 1914/15 bzw. 1915–1920 verwaltete er die Landratsämter der Kreise Bartenstein in der Provinz Ostpreußen und Wanzleben in der Provinz Sachsen. Vor 1918 wurde ihm der Titel Geheimer Finanzrat verliehen. Im Jahre 1920 wechselte er als Ministerialrat in das Finanzministerium der preußische Staatsregierung unter Otto Braun. 1925 erfolgte seine Ernennung zum Regierungspräsidenten im Regierungsbezirk Königsberg der Provinz Ostpreußen. Seit 1929 hatte er zugleich eine Professur mit dem Lehrauftrag Staatsrecht an der Albertus-Universität Königsberg inne. Von 1925 bis 1929 war er Mitglied im Provinziallandtag der Provinz Ostpreußen, wo er in der Fraktion der DVP den Kreis Königsberg-Stadt vertrat.
Als im Juli 1932 die Regierung Papen im Preußenschlag die Regierung Braun absetzte, versetzte der Reichskommissar Franz von Papen neben anderen demokratischen Politikern und Beamten wie dem Oberpräsidenten Ernst Siehr, die Vize-Oberpräsidenten Karl Steinhoff und Wilhelm Ellinghaus und den Königsberger Polizeipräsidenten Gerhard Titze auch Bahrfeldt in den einstweiligen Ruhestand. Sein Nachfolger wurde Werner Friedrich, zuvor Landrat des Kreises Mohrungen.
In der Nacht nach der Reichstagswahl vom 31. Juli 1932 verübte die ostpreußische SA eine Welle von Gewaltakten, um Adolf Hitler zu einer Verschärfung der politische Lage zu treiben. Zu den Terroranschlägen, die sich tagelang hinzogen und mehrere Todesopfer unter den Hassobjekten der Nationalsozialisten forderten, gehörte auch ein Attentat auf Bahrfeld, der 1931 ein Uniformverbot über sie verhängt hatte. Es misslang, nur zwei Schüsse verletzten ihn leicht.
In der Zeit des Nationalsozialismus war Bahrfeldt bis 1935 Kurator der Schlesischen Friedrich-Wilhelms-Universität. Von 1939 bis 1945 war er Verwaltungsdirektor bei der Berliner Stadtmission und „kommissarischer Leiter“ des e. V. Ihm oblagen nach einem Erlass des Oberkirchenrats vom 20. Oktober 1939 „die Aufgaben der Geschäftsführung und des Vorstandes“. Als kommissarischer Leiter der Berliner Stadtmission fügte er den bis dahin bestehenden Einrichtungen zwei weitere hinzu, das Altersheim „Abendfrieden“ in Berlin-Spindlersfeld und das Wohnheim „Sorgenfrei“ in Berlin-Rahnsdorf.
Ab dem 1. Juli 1943 war Bahrfeldt ebenfalls Finanzbevollmächtigter und Kurator für Vermögensverwaltung der Jerusalems- und Neuen Kirchengemeinde in Berlin. Im Zuge dessen übernahm er von seinem Vorgänger auch die Verwaltung des „Friedhoflagers“ in Neukölln. Dort hielt die Evangelische Kirche mehr als 100 verschleppte männliche Zivilisten aus der Sowjetunion zur Zwangsarbeit fest. Unter menschenunwürdigen Bedingungen lebend, wurden sie von Berliner Kirchengemeinden eingesetzt, hauptsächlich um die bei Luftangriffen auf Berlin verwüsteten Gräber auf insgesamt 39 evangelischen und 3 katholischen Friedhöfen wiederherzustellen. Am 24. April 1945 befreite die Rote Armee das Lager. Für die Verantwortlichen, zu denen auch Bahrfeldt gehörte, hatte ihre Rolle keine juristischen Folgen. Erst im Jahr 2000 wurde die bis dahin verheimlichte Existenz des Lagers durch die Evangelische Kirche öffentlich gemacht und eine Forschungsgruppe eingerichtet. Heute erinnert ein Ausstellungspavillon auf dem Gelände des Friedhofs an die Opfer.
Im Herbst 1950, als die „Teilung der Berliner Geschäftsstellen in Ost und West“ wegen der politischen Nachkriegsverhältnisse sich vollzog, wurde Bahrfeldt vom Vorstand des Vereins für Berliner Stadtmission gebeten, auf Grund seiner vorhandenen Sachkenntnis in der Vermögensverwaltung der Stadtmission, seine gesammelten Erfahrungen erneut zur Verfügung zu stellen.
Zuletzt war Bahrfeldt beim Stadtsynodalverband der Evangelischen Kirche als Baureferent in Berlin tätig.
Der Ehe von Max und Helene von Bahrfeldt, geborene Elze, entstammten die Söhne Jürgen, geboren 1912, und Jochen, geboren 1915, sowie die Tochter Ingrid, geboren 1923. Jochen von Bahrfeldt fiel als Oberleutnant in einem Panzer-Regiment 1939 in den ersten Kriegstagen. Der älteste Sohn Jürgen von Bahrfeldt, Jurist und Gerichtsassessor, dann Leutnant sowie Adjutant in einer Aufklärungsabteilung, gilt als vermisst.